# 110 West 7th Building
El 110 West 7th Building es un edificio comercial de gran altura en la ciudad de Tulsa, en el estado de Oklahoma (Estados Unidos). El edificio se eleva 118 metros (m), lo que lo convierte en el séptimo edificio más alto de la ciudad y el duodécimo edificio más alto en el estado estadounidense de Oklahoma. Actualmente se erige como el tercer rascacielos de estilo internacional más alto de la ciudad, detrás de la BOK Tower y el Bank of America Center. El edificio, con su exterior de cuadrícula en blanco y negro iluminado por la noche, es un hito en Tulsa.

## Historia
El edificio se completó en 1971. Fue construido originalmente para servir como la sede mundial de Cities Service Oil and Gas Corp., cuando trasladó su sede del famoso Cities Service Building en la ciudad de Nueva York. En un momento, el edificio tenía 2.300 empleados, con personas trasladadas de Nueva York, Bartlesville y Filadelfia. Durante ese tiempo, la empresa era el empleador privado más grande de Tulsa.
EEn 1980, Cities Service inició una nueva sede de 52 pisos en el centro de Tulsa que estaba destinada a convertirse en el edificio más alto de Oklahoma. Sin embargo, a medida que Cities Service y la marca Citgo sufrieron una serie de transformaciones corporativas, primero se vendieron a Occidental Petroleum Corporation, luego a Southland Corporation y finalmente a Petróleos de Venezuela, las necesidades de la empresa cambiaron. Cities Service finalmente trasladó su sede fuera del centro de Tulsa, primero a una torre en el sur de Tulsa, luego finalmente dejó Tulsa y trasladó la sede a Houston en 2004. La torre de reemplazo planificada se completó en 17 pisos y ahora sirve como sede de ONEOK. Inc. Con el tiempo, Occidental también redujo su ocupación en 110 West 7th, dejándola subutilizada. La propiedad posterior realizó mejoras y el edificio ahora sirve como una torre de oficinas de uso general.

## Arquitectura
El edificio fue construido en el estilo internacional que maduró después de la Segunda Guerra Mundial. Este se caracteriza por una huella cuadrada o rectangular, una forma cúbica de "rectángulo extruido", ventanas que se ejecutan en filas horizontales quebradas para formar una cuadrícula y ángulos de fachada establecidos en 90 grados. El edificio se eleva 118 m y comprende 28 pisos. Es servido por 11 ascensores.

## Inquilinos notables
Occidental Petroleum Corporation (Oxy), una empresa de exploración y producción de petróleo y gas con sede en California, tiene oficinas en Oklahoma en el edificio. La empresa es el mayor productor de petróleo de Texas y el mayor productor de gas natural de California.